# Černogorsk
Černogorsk (in russo Черногорск?, in chakasso Харатас) è una città della Russia, nella Repubblica autonoma di Chakassia. La città sorge poco a nord dei Monti Sajany, a 15 chilometri da Abakan ed ospitava nel 2021 una popolazione di circa 78.000 abitanti. Fondata nel 1936 nei pressi di una miniera di carbone, ottenendo subito lo status di gorod, ovvero città.